# استان بولونیا

استان بولونیا (به ایتالیایی: Provincia di Bologna) از استان‌های کشور ایتالیا است. استان بولونیا در مرکز این کشور قرار دارد. مرکز این استان شهر بولونیا و زیرمجموعه ناحیه امیلیا-رومانیا می‌باشد. مساحت این استان ۳٬۷۰۲ کیلومتر مربع و جمعیت آن ۱٬۰۰۰٬۳۳۵ نفر است.